# Ficus paraensis
Ficus paraensis är en mullbärsväxtart som först beskrevs av Miq, och fick sitt nu gällande namn av Friedrich Anton Wilhelm Miquel. Ficus paraensis ingår i släktet fikonsläktet, och familjen mullbärsväxter. Inga underarter finns listade i Catalogue of Life.